# Rieps
Rieps ist eine Gemeinde im Westen des Landkreises Nordwestmecklenburg in Mecklenburg-Vorpommern (Deutschland). Die Gemeinde wird vom Amt Rehna mit Sitz in der gleichnamigen Stadt verwaltet.

## Geografie
Die Gemeinde Rieps liegt 15 Kilometer südöstlich von Lübeck in einem sanft hügeligen Gebiet (bis 59 m ü. NN) zwischen dem Fluss Maurine und dem Ratzeburger See. Die von der Landwirtschaft dominierte Gegend um Rieps grenzt an den Norden des Biosphärenreservates Schaalsee.
Umgeben wird Rieps von den Nachbargemeinden Siemz-Niendorf im Nordosten, Carlow im Osten, Schlagsdorf im Süden, Thandorf im Westen sowie Lüdersdorf im Nordwesten.
Zu Rieps gehören die Ortsteile Cronskamp, Raddingsdorf und Wendorf.

## Geschichte
Der 1158 als Ripze erstmals genannte Ort gehört zu den ältesten in Nordwestmecklenburg. Rieps lag etwa fünf Kilometer (Luftlinie) von der ehemaligen innerdeutschen Grenze entfernt, gehörte aber noch nicht zum Sperrgebiet.
Am 1. Juli 1950 wurden die bis dahin eigenständigen Gemeinden Cronskamp und Wendorf eingegliedert.

## Politik

### Gemeindevertretung
Die Wahl vom 26. Mai 2019 hatte folgende Ergebnisse:
Bürgermeister:
Dirk Fröhling (WGR)
Gemeindevertreter:
Uwe Tollgreve (WGR), Alexander Balk (WGR), Michael Stührenberg (WGR), Iris von Ellm (WGR),
Manfred Sosnowski (WFW), Sandra Strehle-Pollheim (WFW)

### Wappen, Flagge, Dienstsiegel
Die Gemeinde verfügt über kein amtlich genehmigtes Hoheitszeichen, weder Wappen noch Flagge. Als Dienstsiegel wird das kleine Landessiegel mit dem Wappenbild des Landesteils Mecklenburg geführt. Es zeigt einen hersehenden Stierkopf mit abgerissenem Halsfell und Krone und der Umschrift „GEMEINDE RIEPS • LANDKREIS NORDWESTMECKLENBURG“.

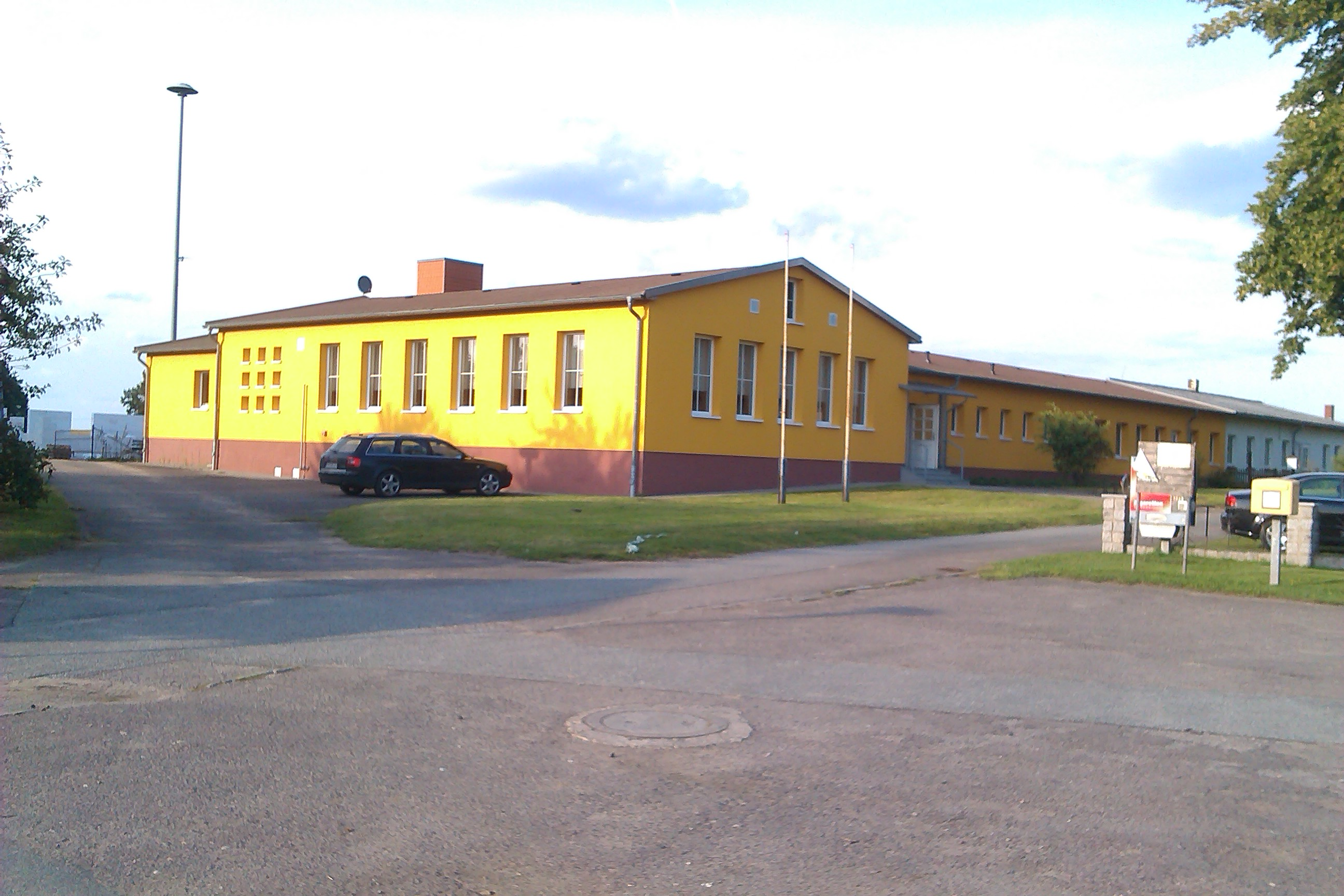
Gemeindefesthalle
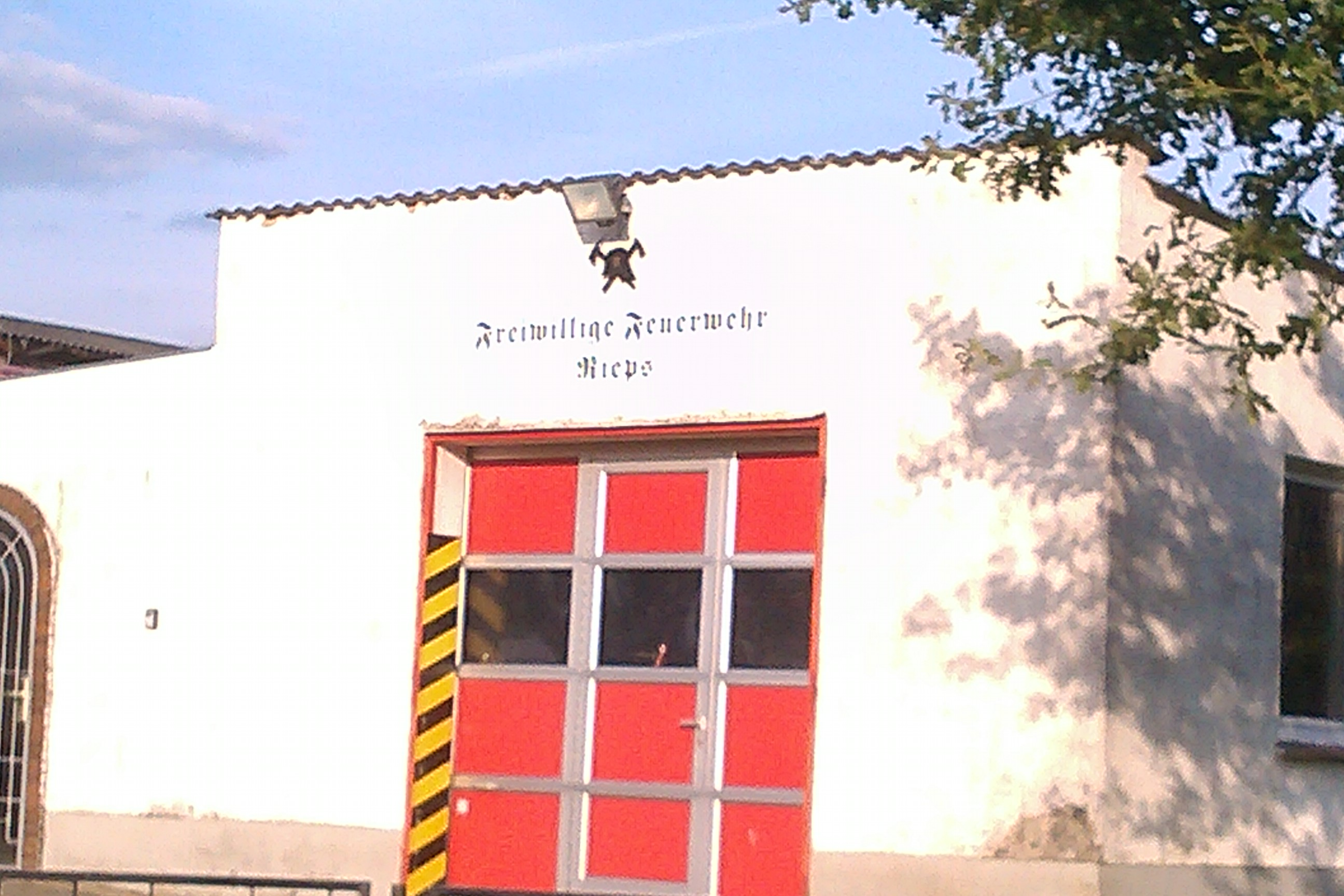
Feuerwehr Rieps

## Verkehrsanbindung
Die Gemeinde ist ca. fünf Kilometer von der Autobahnauffahrt Lüdersdorf (Bundesautobahn 20) entfernt. Die wichtige Verbindungsstraße von Schönberg ins lauenburgische Ratzeburg verläuft direkt bei Rieps. Der nächste Bahnhof befindet sich in der zehn Kilometer nördlich liegenden Kleinstadt Schönberg (Strecke Lübeck – Wismar).

## Belege
1. ↑  Statistisches Amt M-V – Bevölkerungsstand der Kreise, Ämter und Gemeinden 2023 (XLS-Datei) (Amtliche Einwohnerzahlen in Fortschreibung des Zensus 2011) (Hilfe dazu).
2. ↑  Amt Rehna: Endgültiges Wahlergebnis 2019. (PDF) Abgerufen am 14. Juni 2019.
3. ↑  Hauptsatzung § 1 Abs.2